# Wesniphargus nichollsi
Wesniphargus nichollsi is een vlokreeftensoort uit de familie van de Neoniphargidae. De wetenschappelijke naam van de soort is voor het eerst geldig gepubliceerd in 1964 door Straskraba.